# 徐聖仁
徐 聖仁（ソ・ソンイン、朝: 서성인、英: Suh Sung-in、1959年7月18日 - ）は、大韓民国の元男子プロボクサー。ソウル出身。元IBF世界スーパーバンタム級王者。韓国スーパーバンタム級王座を獲得し、IBF世界スーパーバンタム級王座を1度防衛した経験を持つ。

## 来歴
1978年10月8日、プロデビュー。結果は4回判定負け。
1979年7月12日、張俊波と対戦し6回判定勝ちを収めた。
1980年1月27日、大阪府の大阪府立体育会館で古口哲と対戦し6回判定勝ちを収めた。
1981年8月16日、韓国スーパーバンタム級王座決定戦を鐘基揚と行い、10回判定勝ちを収め王座獲得に成功した。
1982年10月31日、哦炳局と対戦し7回KO勝ちを収めた。
1983年12月4日、韓国ソウルでIBF世界スーパーバンタム級初代王座決定戦をボビー・ベルナと行い、キャリア初のKO負けとなる10回TKO負けを喫し王座獲得に失敗した。
1984年4月15日、ソウルでIBF世界スーパーバンタム級王者ボビー・ベルナと4か月ぶりに再戦し、10回TKO勝ちを収め王座獲得に成功した。
1984年7月8日、クレオ・ガルシアと対戦し4回KO勝ちを収め、初防衛に成功した。
1985年1月3日、ソウルで金知元と対戦し10回1分1秒TKO負けを喫し2度目の防衛に失敗し、王座から陥落した。
1985年10月9日、IBF世界スーパーバンタム級王者となった金知元と9か月ぶりに再戦し、初回1分6秒KO負けを喫した試合を最後に、現役を引退した。